# Bom Lugar
Bom Lugar är en kommun i Brasilien.   Den ligger i delstaten Maranhão, i den nordöstra delen av landet, 1 300 km norr om huvudstaden Brasília. Antalet invånare är 14 823.
Omgivningarna runt Bom Lugar är huvudsakligen savann. Runt Bom Lugar är det ganska glesbefolkat, med 23 invånare per kvadratkilometer.